# Fort Chambray
Le fort Chambray est une fortification côtière située sur un promontoire dominant le port de Mġarr. Il porte le nom du chevalier français de l'ordre de Saint-Jean de Jérusalem, Jacques-François de Chambray, qui finança sa construction au XVIIIe siècle.

## Le projet architectural
L'idée d'un fort protégeant la baie de Mġarr remonte à la fin du XVIe siècle. En 1714, un projet est dessiné par l'architecte français Jacob de Tigné, mais il n'est pas mené à bien, faute de moyens.
En 1749, Le chevalier Jacques-François de Chambray est nommé gouverneur de l'île de Gozo par le grand maître Manoel Pinto da Fonseca. Il décide alors de reprendre le projet pour mieux défendre la baie de Mġarr qui est le principal accès à l'île. Le projet retenu est celui d'un fort dominant la baie, situé sur un promontoire dont le territoire appartient aujourd'hui à la commune de Għajnsielem. Chambray finance la construction sur ses propres deniers, versant 40 000 scudi. Le fort est achevé en 1758, deux ans après sa mort, le fort porte son nom.
Le projet initial est très ambitieux. La partie fortifiée devant être la première étape avant la construction de toute une ville alentour, reproduisant à Gozo ce qui avait été fait à La Valette. Mais ce projet ne put jamais aboutir, notamment à cause de la présence de pirates barbaresques qui inquiétaient les habitants de Gozo, chez qui le souvenir de l'invasion et la razzia de 1551 était toujours vivace. Finalement les populations gozitaines se sentiront plus en sécurité à l'intérieur des terres.

## Activité militaire

### Sous les Chevaliers
Le fort est construit vers la fin de la présence des chevaliers à Malte. Leurs ennemis ottomans étaient alors sur leur déclin militaire et le fort n'eut jamais à subir d'assaut de leur part.
En 1798, les troupes napoléoniennes conquièrent les îles maltaises en quelques jours. La brève résistance des soldats de l'Ordre est la seule brève aventure militaire du fort. Le chevalier Pierre-Antoine-Charles de Mesgrigny de Villebertain (1747-1828), gouverneur de Gozo, résista dans le fort, quelques heures seulement, aux forces françaises.

### Sous les Britanniques
Le fort est occupé par les troupes britanniques dès 1800.
Depuis 1830, il possède un petit hôpital militaire, qui n'est souvent occupé que par un ou deux malades. Trop petit pour accueillir les troupes blessées de la guerre de Crimée, l'hôpital est délocalisé en mars pour La Valette avant d'être agrandi et relocalisé à Fort Chambray en août 1855, où il peut accueillir alors 200 blessés. Mais les constructions temporaires ne sont pas adaptées au climat et se révèlent inconfortables. Entre le 21 septembre et le 4 octobre 1855, 49 décès sont enregistrés dont 13 par le choléra.
Le fort sera à d'autres occasions également utilisé comme hôpital militaire, notamment durant la guerre anglo-égyptienne en 1882 et la Première Guerre mondiale.
Il sera profondément touché par le Séisme du 30 septembre 1911.

## Hôpital
Le fort abandonne sa vocation militaire après la Première Guerre mondiale pour devenir un hôpital psychiatrique civil entre 1934 et 1983, ainsi qu'une léproserie de 1937 à 1956.

## Centre touristique
À partir de la fin des années 1980, un projet de transformation du fort en complexe touristique est initié. De nombreuses parties des fortifications sont démolies. Les ossements du cimetière hospitalier autour du fort sont exhumées puis ré-ensevelis à Ix-Xewkija. La transformation du fort en hôtel de luxe s'est étalée sur de nombreuses années, le centre est ouvert depuis 2013.

## Galerie

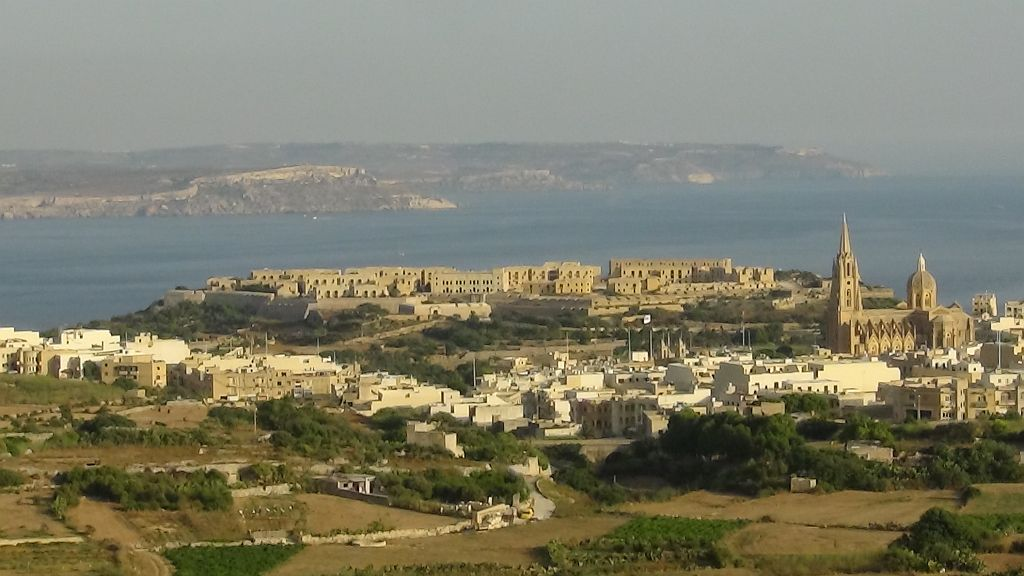
Le fort par l'intérieur des terres
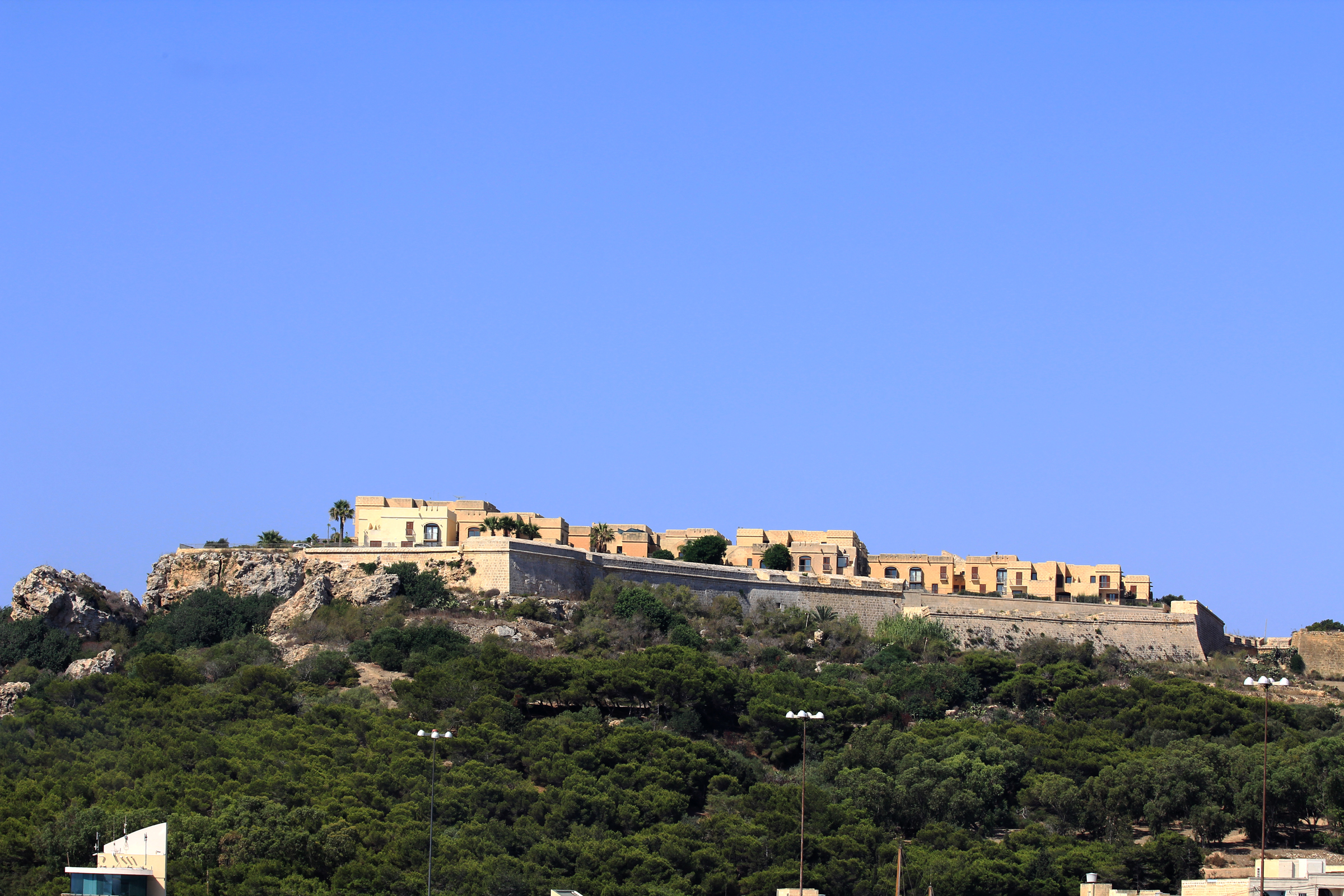
Vue prise du port de Mġarr
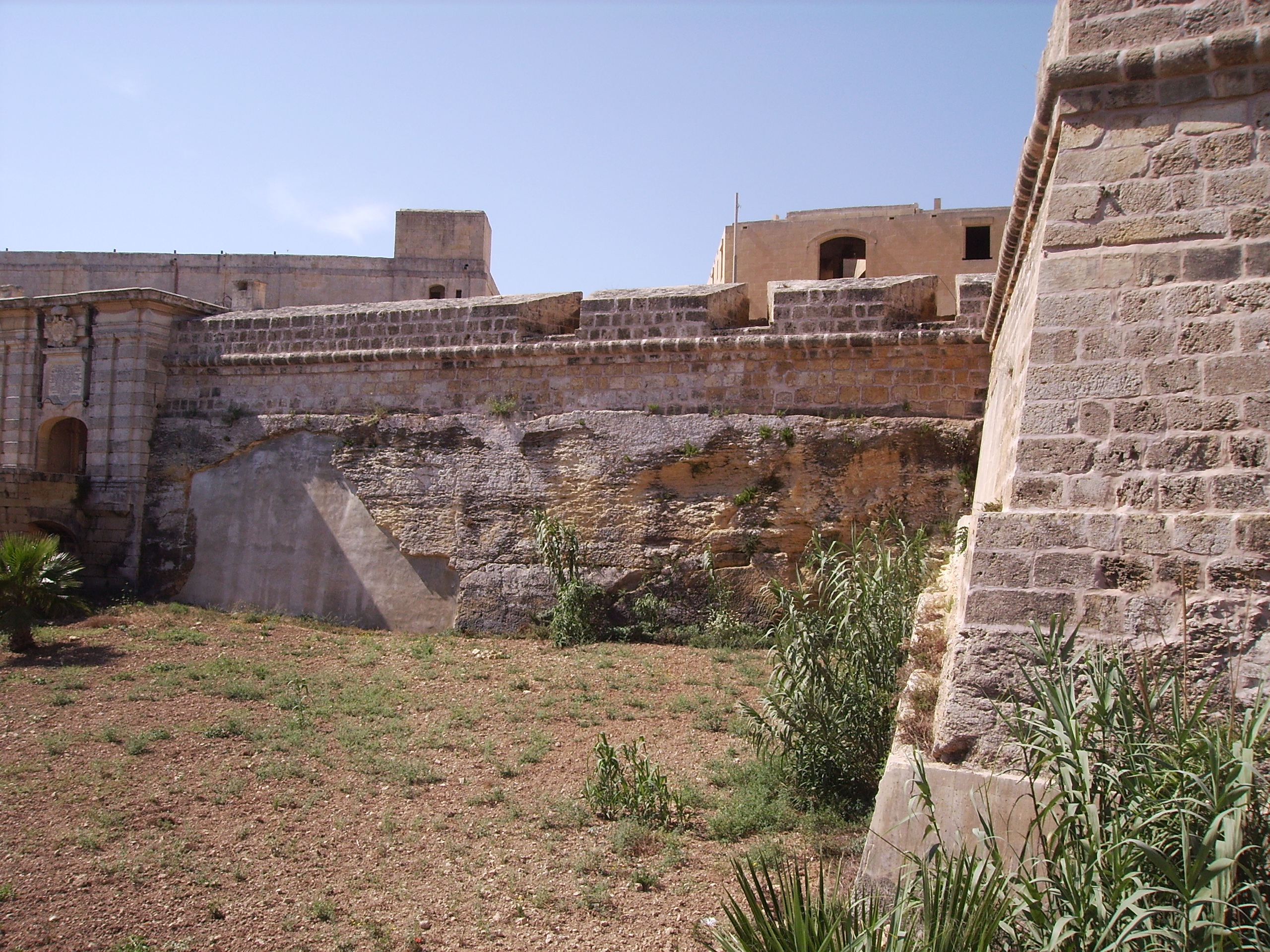
Un bastion - entrée principale à gauche
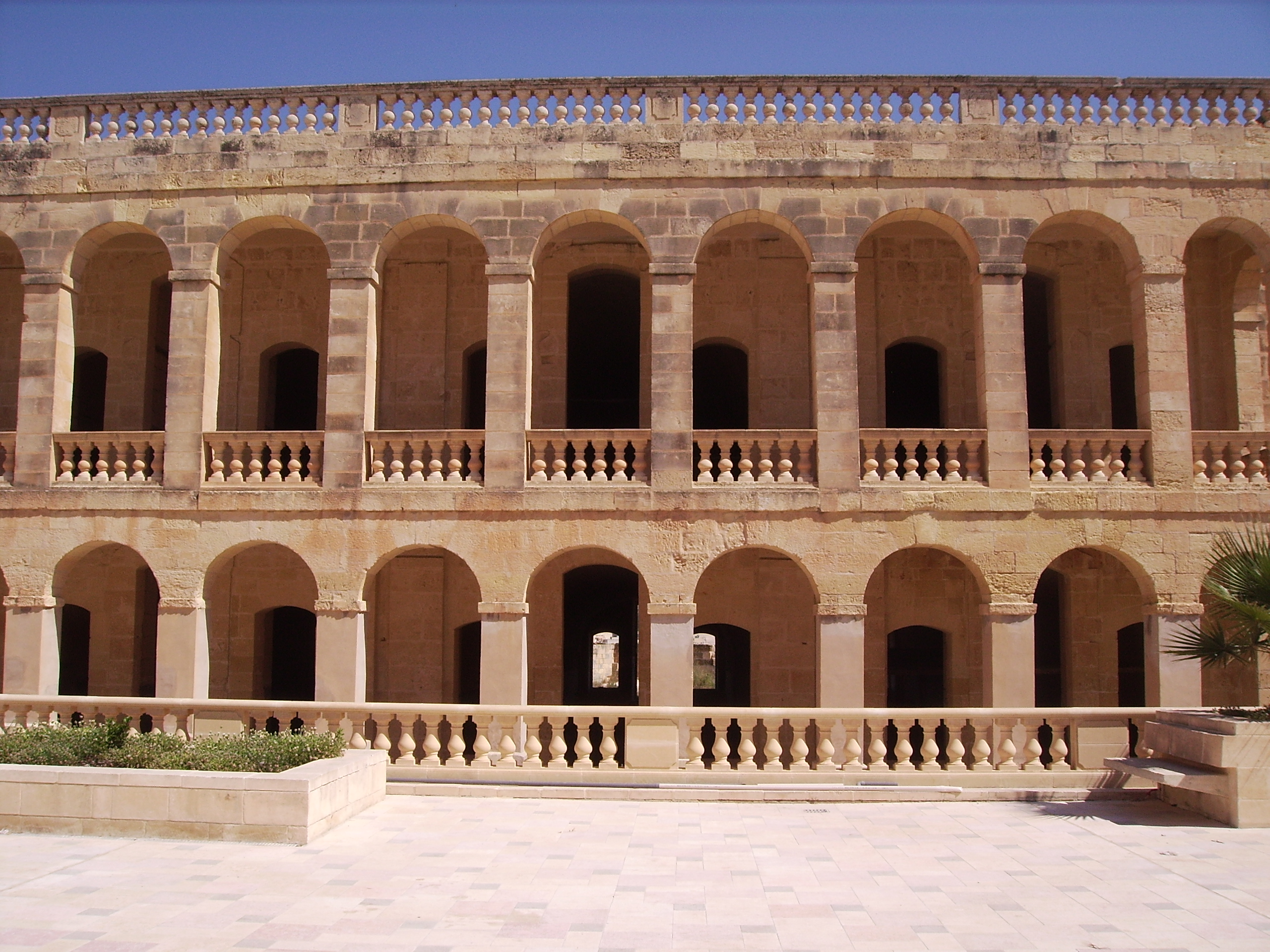
Galeries étagées
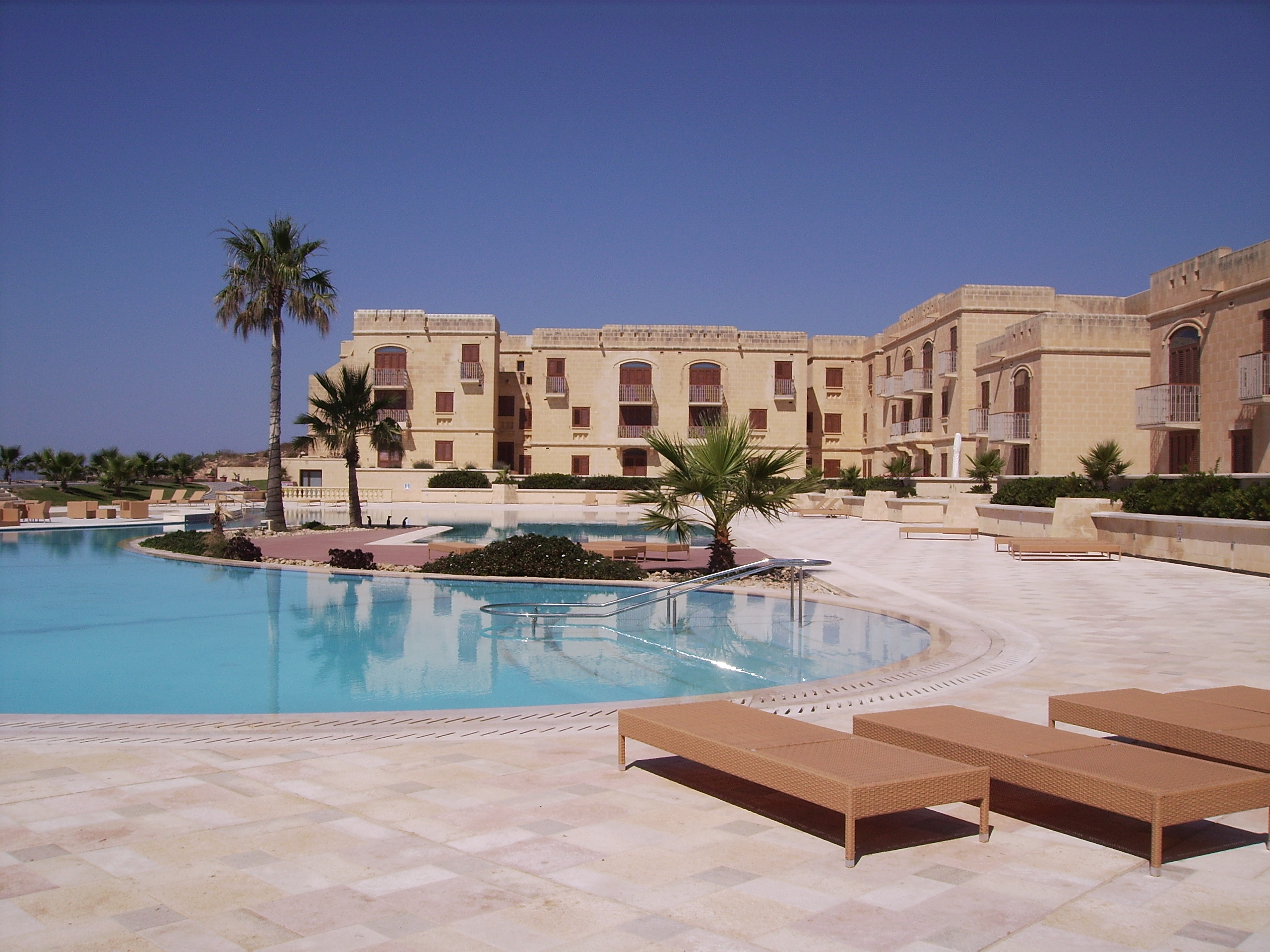
Le complexe touristique intérieur